# Alsodes barrioi
Alsodes barrioi је водоземац из реда жаба (Anura). 

## Угроженост
Ова врста се сматра рањивом у погледу угрожености врсте од изумирања.

## Распрострањење
Ареал врсте је ограничен на једну државу. 
Чиле је једино познато природно станиште врсте.

## Станиште
Станишта врсте су шуме, планине и слатководна подручја. 